# 唱導寺
唱導寺（しょうどうじ）は、神奈川県横浜市港南区日野中央一丁目にある日蓮宗の寺院である。山号は延宝山。小西法縁。歌手・美空ひばり（慈唱院美空日和清大姉）の菩提寺として知られる。

## 歴史
江戸時代中期、日蓮宗学僧の妙心院日迅が、現在の茅ヶ崎市浜之郷付近に開創した布教所唱導庵が起源である。
1955年（昭和30年）に現在地に移転した。1967年（昭和42年）7月28日、現在の延宝山唱導寺に寺号を改めた。

## 境内
- 本堂

## 歴代
- 妙心院日迅

## 交通アクセス
- 横浜市営地下鉄ブルーライン「港南中央駅」、徒歩10分
- 横浜市営地下鉄ブルーライン「上永谷駅」、徒歩15分
- バス「日野公園墓地入口」バス停、徒歩2分